# Emma Jung
Emma Jung (nascida Emma Rauschenbach, 30 de Março de 1882 — 27 de Novembro de 1955) foi uma psicoterapeuta e autora suíça. Casou-se com Carl Gustav Jung, financiando e ajudando-o a tornar-se o psiquiatra proeminente e fundador da psicologia analítica (psicologia junguiana), tendo 5 filhos com ele. Até o fim de sua vida, Emma, foi "editora intelectual"  de Carl Jung. Após sua morte, Jung descreveu-a como "uma rainha".

## Vida pregressa
Emma Rauschenbach era filha do rico industrial Johannes Rauschenbach, então proprietário da IWC Schaffhausen.
Na época de seu casamento, era a segunda herdeira mais rica da Suíça.

## Vida familiar

### Casamento e filhos
Jung e Emma conheceram-se em 1896, quando ela era estudante, através de uma conexão de sua mãe. Jung informou que, no momento, soube que um dia ela seria sua esposa. Casaram-se sete anos depois, em 14 de Fevereiro de 1903. Tiveram cinco filhos (quatro filhas e um filho): Agathe Niehus (nascida em 28 de dezembro de 1904), Gret Baumann (nascida em 8 de fevereiro de 1906), Franz Jung-Merker (nascido em 28 de novembro de 1908), Marianne Niehus (nascida em 20 de setembro de 1910) e Helene Hoerni (nascida em 18 de março de 1914).
Após a morte de seu pai em 1905, Emma, sua irmã e seus respectivos maridos, tornaram-se proprietários da IWC Schaffhausen (International Watch Company), fabricante de relógios de luxo. O cunhado de Emma tornou-se o principal proprietário, mas os Jungs permaneceram acionistas em um negócio próspero que garantiu a segurança financeira da família por décadas.
Não só teve um forte interesse no trabalho de seu marido, mas ajudou-o e tornou-se uma notável analista por esforço próprio. Desenvolveu um interesse particular na lenda do Santo Graal. Sua independência dele neste campo foi contestada. Manteve uma breve correspondência com Sigmund Freud, durante 1910-1911. Em 1906, Freud interpretou vários dos sonhos de Jung no período como prognósticos do das Scheitern einer Geldheirat ("fracasso de um casamento por dinheiro").

### Casos do marido
Por volta do nascimento do último filho do casal em 1914, Jung diz ter começado um relacionamento com uma jovem paciente e estagiária, Antonia Wolff, que duraria várias décadas. Pouco depois do nascimento da criança, Jung e Wolff partiram para um "feriado" em Ravena. Em sua biografia de Jung, Deirdre Bair descreve que Emma foi tolerante quando seu marido trouxe Wolff para que vivessem todos na mesma casa, mas ela foi excluída de todas as refeições e noites. Para Jung, Wolff era "sua outra esposa". Wolff tentou convencê-lo a se divorciar dela, o que nunca aconteceu.
Uma antiga paciente, e mais tarde psicanalista, Sabina Spielrein, alegou ter sido amante de Jung, mantendo um diário para documentar a relação. O filme de 2011, Um Método Perigoso de David Cronenberg, com Michael Fassbender (como Jung) e Keira Knightley (como Sabina) dramatiza esta relação.

## Morte
Emma morreu em 1955, quase seis anos antes que Jung. Após sua morte, decorrente de câncer, Jung esculpiu numa pedra com seu nome, "Ela foi a base da minha casa". Ele também disse ter chorado: Sie war eine Königin! Sie war eine Königin! ("Ela era uma rainha! Ela era uma rainha!") enquanto pranteava sua morte. Em sua lápide estava inscrito: "Oh vaso, sinal de devoção e obediência".

## Livros

### De sua autoria
- Animus e Anima. Autora: Emma Jung. Cultrix, 1991, ISBN 9788531600159
- A Lenda do Graal: do ponto de vista psicologico. Autoras: Emma Jung & Marie-Louise von Franz. Cultrix, 1991.

### Sobre Emma Jung
- C.G. Jung, Emma Jung and Toni Wolff: a collection of remembrances. Autora: Sidney Mullen. Analytical Psychology Club of San Francisco, 1982.
- Out of the Shadows: A Story of Toni Wolff and Emma Jung. Autora: Elizabeth Clark-Stern. Fisher King Press, 2010, ISBN 9780981393940
- Love and Sacrifice: The Life of Emma Jung. Autora: Imelda Gaudissart. Chiron Publications, 2014, ISBN 9781630510855
- Jung In Love. Autor: Lázaro Droznes. Babelcube Inc., 2015, ISBN 9781633399709
- Labyrinths: Emma Jung, Her Marriage to Carl and the Early Years of Psychoanalysis. Autora: Catrine Clay. HarperCollins UK, 2016 ISBN 9780007510672